# Petra Setzkorn
Petra Setzkorn är en östtysk kanotist.
Hon tog bland annat VM-silver i K-4 500 meter i samband med sprintvärldsmästerskapen i kanotsport 1970 i Köpenhamn.